# プルートの鏡騒動
『プルートの鏡騒動』
プルートの短編映画シリーズの一作品である。

## あらすじ
ある朝、プルートが目覚めるとプルートの食事が小鳥たちに全部食べられてしまった。お腹のすいたプルートは隣の家のブルドッグの骨に気がついた。プルートが慎重に骨を盗むと、いきなりブルドッグが起きてしまった。そのことを知ったブルドッグはプルートを追いかけ始めた。プルートはカーニバル会場へ逃げていった。ある部屋に入るとそこはいろいろな鏡が置いてある部屋だった、自分が鰐に見えるものや、カンガルーに見える鏡などいろいろなものがあり最初は驚いたが途中から面白くなっていた。しかし、ブルドッグに見つかり再び逃げ出した。そしてたくさんの鏡の置いてある部屋へ逃げ込みそこへブルドッグを誘い込み、大きくたくさんの鏡を使いブルドッグを撃退した。

## スタッフ
- 製作：ウォルト・ディズニー
- 監督：チャールズ・A・ニコルズ
- 脚本：ハリー・リーブス、ジェシー・マーシュ
- 音楽：フランク・チャーチル、ポール・J・スミス

## 日本での公開

### 収録
- 『プルート／ザ・グレーテスト・ヒッツ』（VHS)
- わんわん物語II特典
- 『コンプリート・プルート Vol.1 限定保存版』（DVD)